# Radiowelt (Hörfunksendung)
Die Radiowelt (eigene Schreibweise: radioWelt) war der Name des aktuellen Magazins im Hörfunksender Bayern 2 des Bayerischen Rundfunks. Es wurde von Montag bis Freitag dreimal täglich gesendet: Die radioWelt am Morgen lief von 6:05 Uhr bis 8:30 Uhr, die radioWelt am Mittag von 13:05 Uhr bis 13:30 Uhr, die radioWelt am Abend von 17:05 Uhr bis 18:00 Uhr. 

## Konzept
Als aktuelles Magazin berichtete die radioWelt vor allem über nachrichtlich relevante Ereignisse aus nationaler und internationaler Politik, aus der Landespolitik, aus Wirtschaft, Bayern und Gesellschaft. Anders als B5 aktuell / BR24 sendete Bayern 2 in der radioWelt auch Kommentare, Gespräche mit ARD-Korrespondenten, sowie Interviews mit Politikern und anderen Prominenten. Dazwischen wurden einzelne Songs der Popmusik platziert.
Tägliche Rubriken der radioWelt am Morgen waren die „Gedanken zum Tag“ um kurz vor 8:00 Uhr sowie die Glosse „Ende der Welt“ um kurz vor 8:30 Uhr.
Vorgänger waren die „Welt am Morgen“ ab 1985 sowie „Welt am Mittag“ und „Welt am Abend“ ab 1989.
Die Sendungsnachfolger, welche seit dem 2. April 2024 im Programm sind, tragen wieder die Titel „Die Welt am Morgen“ und „Die Welt am Abend“ und werden von Montag bis Freitag von 6:05 Uhr bis 9:00 Uhr bzw. von 17:05 Uhr bis 18:53 Uhr (Freitags bis 18:00 Uhr) ausgestrahlt. Die Mittagsausgabe der Radiowelt ist ersatzlos entfallen.

## Moderation
Die zuletzt aktiven Moderatoren der radioWelt waren im Wechsel Kerstin Grundmann, Birgit Harprath, Eva Kötting, Uwe Pagels, Rolf Büllmann, Julia Nether, Veronika Lohmöller, Birgit Frank, Christoph Peerenboom, Stefan Kreutzer, Tilman Seiler, Gabi Kautzmann, Matthias Hacker, Franziska Eder, Knut Cordsen und Susanne Rohrer.
Weitere ehemalige Moderatoren sind Matthias Dänzer-Vanotti (Sohn des Bundesfinanzhofrichters Wolfgang Dänzer-Vanotti) und Thomas Meyerhöfer, der die Frühausgabe der radioWelt von 1989 bis 2015 moderierte.